# Irene Soltwedel-Schäfer
Irene Barbara Lilia Soltwedel-Schäfer, née le 28 janvier 1955 à Celle, est une femme politique allemande.
Membre de l'Alliance 90 / Les Verts, elle siège au Landtag de Hesse de 1987 à 1994 et au Parlement européen de 1994 à 1999.